# Kaal (film, 2005)
Kaal est un film indien réalisé par Soham Shah, sorti en 2005.

## Synopsis
Une forêt, un tigre, un groupe de jeunes gens, un tueur…. Qui chasse qui ?

## Fiche technique
- Titre : Kaal
- Réalisateur : Soham Shah
- Pays : Inde
- Année : 2005
- Genre : Thriller, horreur
- Compositeur : Salim Sulaiman - Anand Raaj Anand
- Durée : 206 minutes

## Distribution
- Ajay Devgan : Kaali Pratap Singh
- Vivek Oberoi : Dev Malhotra
- John Abraham : Krish
- Lara Dutta : Ishika
- Esha Deol : Riya Thapar

Shahrukh Khan et Malaika Arora apparaissent au début du film dans la chanson Khal Dhaamal